# Канадіян (округ, Оклагома)
Шаблон:StateAbbr_ 35°32′ пн. ш. 97°59′ зх. д. / 35.54° пн. ш. 97.98° зх. д.
Округ Канадіян або Округ Канейдіян (англ. Canadian County) — округ (графство) у штаті Оклагома, США. Ідентифікатор округу 40017.

## Історія
Округ утворений 1889 року.

## Демографія
За даними перепису
2000 року
загальне населення округу становило 87697 осіб, зокрема міського населення було 67309, а сільського — 20388.
Серед мешканців округу чоловіків було 43726, а жінок — 43971. В окрузі було 31484 домогосподарства, 24432 родин, які мешкали в 33969 будинках.
Середній розмір родини становив 3,1.
Віковий розподіл населення поданий у таблиці:
| Стать    | До 15 років | 15-21 | 22-29 | 30-39 | 40-49 | 50-65 | 65-85 | Понад 85 |
| -------- | ----------- | ----- | ----- | ----- | ----- | ----- | ----- | -------- |
| Чоловіки | 10146       | 4718  | 4333  | 6806  | 7335  | 6862  | 3273  | 253      |
| Жінки    | 9811        | 4353  | 3953  | 6813  | 7247  | 6956  | 4143  | 695      |

## Суміжні округи
- Кінгфішер — північ
- Логан — північний схід
- Оклахома — схід
- Клівленд — південний схід
- Грейді — південь
- Каддо — південний захід
- Блейн — північний захід

## Виноски
1. ↑  U.S. Decennial Census. United States Census Bureau. Архів оригіналу за 26 квітня 2015. Процитовано 18 лютого 2016.
2. ↑  Historical Census Browser. University of Virginia Library. Архів оригіналу за 12 грудня 2009. Процитовано 18 лютого 2015.
3. ↑  Forstall, Richard L., ред. (27 березня 1995). Population of Counties by Decennial Census: 1900 to 1990. United States Census Bureau. Архів оригіналу за 19 лютого 2015. Процитовано 18 лютого 2015.
4. ↑  Census 2000 PHC-T-4. Ranking Tables for Counties: 1990 and 2000 (PDF). United States Census Bureau. 2 квітня 2001. Архів оригіналу (PDF) за 18 грудня 2014. Процитовано 18 лютого 2015.
5. ↑  State & County QuickFacts. United States Census Bureau. Архів оригіналу за 8 липня 2011. Процитовано 27 квітня 2014.(англ.) Наведено за англійською вікіпедією.
6. ↑  American FactFinder. Бюро перепису населення США. Архів оригіналу за 29 липня 2011. Процитовано 31 січня 2008.

| США | Це незавершена стаття з географії США. Ви можете допомогти проєкту, виправивши або дописавши її. |